# Scream (album van Chris Cornell)
Scream is het derde soloalbum van de Amerikaanse musicus Chris Cornell. Het album kwam uit op 10 maart 2009. Op Scream is te horen hoe Cornell een andere weg inslaat als op zijn voorgaande werk, door gitaarrock-elementen te verruilen voor de electropop-tunes van producer Timbaland. Het album werd gepromoot door het uitbrengen van vijf download-singles en drie videoclips en kreeg voornamelijk negatieve beoordelingen van recensenten.

## Tracks
- Chris Cornell schreef mee aan alle nummers op het album, de overige songwriters zijn hieronder aangegeven.

| Nr. | Titel                            | Schrijver(s)                                                                     | Aanvullende bijdragen                                                                                           | Duur |
| --- | -------------------------------- | -------------------------------------------------------------------------------- | --- | ---- |
| 1.  | Part of Me                       | Timothy Mosley, Jerome Harmon, Johnkenun Spivery, Ezekiel Lewis, Balewa Muhammad | Mede geproduceerd door Johnkenun Spivery Achtergrondzang: Timbaland, Ezekiel Lewis en Jim Beanz                 | 5:14 |
| 2.  | Time                             | Mosley, Harmon, James Washington, Lewis, Muhammad                                | Achtergrondzang: Ezekiel Lewis & Jim Beanz Mede geproduceerd door Jim Beanz                                     | 4:39 |
| 3.  | Sweet Revenge                    | Mosley, Harmon, Washington, James Fauntleroy                                     | Achtergrondzang: James Fauntleroy en Jim Beanz                                                                  | 4:10 |
| 4.  | Get Up                           | Mosley, Harmon, Washington, Fauntleroy                                           | Achtergrondzang: James Fauntleroy en Jim Beanz                                                                  | 3:35 |
| 5.  | Ground Zero                      | Mosley, Harmon, Washington                                                       | Achtergrondzang: Jim Beanz Mede geproduceerd door Jim Beanz                                                     | 3:09 |
| 6.  | Never Far Away                   | Mosley, Harmon, Washington, Ryan Tedder, Lewis, Muhammad                         | Mede geproduceerd door Ryan Tedder Achtergrondzang: Ezekiel Lewis, Ryan Tedder and Jim Beanz                    | 5:06 |
| 7.  | Take Me Alive                    | Mosley, Harmon, Washington, Justin Timberlake                                    | Achtergrondzang: Justin Timberlake en Jim Beanz                                                                 | 4:36 |
| 8.  | Long Gone (Feat. Timbaland)      | Mosley, Harmon, Tedder, Lewis, Patrick "J. Que" Smith, Muhammad                  | Achtergrondzang: Ezekiel Lewis Mede geproduceerd door Ryan Tedder                                               | 5:15 |
| 9.  | Scream                           | Mosley, Harmon, Washington                                                       | Achtergrondzang: Jim Beanz Mede geproduceerd door Jim Beanz                                                     | 6:14 |
| 10. | Enemy                            | Mosley, Harmon, Washington, Tedder, Spivery, Lewis, Muhammad                     | Mede geproduceerd door Ryan Tedder & Johnkenun Spivery Achtergrondzang: Ezekiel Lewis, Ryan Tedder en Jim Beanz | 4:35 |
| 11. | Other Side of Town               | Mosley, Harmon, Washington, Tedder                                               | Mede geproduceerd door Ryan Tedder                                                                              | 4:48 |
| 12. | Climbing Up the Walls            | Mosley, Harmon, Washington, Tedder                                               | Mede geproduceerd door Ryan Tedder                                                                              | 4:48 |
| 13. | Watch Out                        | Mosley, Harmon, Washington                                                       | Achtergrondzang: Jim Beanz Mede geproduceerd door Jim Beanz                                                     | 4:02 |
| 14. | Two Drink Minimum (hidden track) | Mosley, Harmon                                                                   | | 3:03 |

### Bonustracks
| Nr. | Titel | Schrijver(s)                                       | Aanvullende bijdragen                                                | Duur |
| --- | --- | -------------------------------------------------- | -------------------------------------------------------------------- | ---- |
| 15. | Ordinary Girl (Beschikbaarheid: iTunes VS & Verenigd Koninkrijk)                                            | Mosley, Harmon, Washington, Tedder                 | Mede geproduceerd door Ryan Tedder                                   | 4:33 |
| 16. | Lost Cause (Beschikbaarheid: iTunes UK, Barnes & Noble)                                                     | Mosley, Harmon, Washington, Deborah Epstein        |                                                                      | 4:20 |
| 17. | Do Me Wrong (Beschikbaarheid: Amazon.com)                                                                   | Mosley, Harmon, Tedder, Evan Bogart, Fauntleroy    | Mede geproduceerd door Ryan Tedder                                   | 2:54 |
| 18. | Stop Me (Beschikbaarheid: Verizon Wireless - Blackberry Storm Exclusive, Rhapsody digital-download service) | Mosley, Harmon, Tedder, Bogart, Fauntleroy         | Mede geproduceerd door Ryan Tedder Achtergrondzang: James Fauntleroy | 3:35 |
| 19. | Love Comes Down (Beschikbaarheid: onbekend)                                                                 | Mosley, Harmon, Washington, Lewis, Muhammad, Smith |                                                                      |      |
| 20. | Why Do You Follow Me? (Beschikbaarheid: onbekend)                                                           |                                                    |                                                                      |      |